# نورثروب إكس بي-56 بلاك بولت
نورثروب إكس بي-56 بلاك بولت (بالإنجليزية: Northrop XP-56 Black Bullet)‏ هي طائرة مقاتلة أنتجت في الولايات المتحدة. من صناعة نورثروب. كان أول طيران لها في 30 سبتمبر 1943. صنع منها 2 طائرة.